# Rudi Kossack
Rudi Kossack (* 1. Dezember 1925), ein ehemaliger deutscher Fußballspieler, der von 1951 bis 1955 im DDR-Fußball aktiv war.

## Sportliche Laufbahn
Rudi Kossack gehörte in den Spielzeiten 1950/51 bis 1952/53 zum Kader der Betriebssportgemeinschaft (BSG) Aktivist Brieske-Ost, die in der DDR-Oberliga, der höchsten ostdeutschen Spielklasse vertreten war. In der über 36 Spielen dauernden Saison 1950/51 bestritt Kossack seinen ersten Einsatz am 20. Spieltag, dem zweiten in der Rückrunde. Anschließend wurde er in weiteren sieben Oberligaspielen aufgeboten. Im Laufe der Saison 1951/52 schaffte es Kossack, sich als Abwehrspieler in die Stammelf hineinzuspielen, da er vom 14. Spieltag an alle folgenden 23 Oberligaspiele bestritt. Insgesamt kam er auf 26 Einsätze. 1952/53 fiel er wieder aus dem Stammaufgebot heraus und kam nur noch am 20. Spieltag zum Einsatz. Danach war seine Laufbahn bei der BSG Aktivist beendet. 
Fast alle zugänglichen Quellen erwähnen, dass Rudi Kossack in der Saison 1953/54 bei der BSG Motor Dessau in der Oberliga spielte. Von den 28 Punktspielen bestritt er 25 Begegnungen. Zunächst wurde er als Mittelfeldspieler eingesetzt, in der Rückrunde spielte er in der Abwehr. Die BSG Motor beendete die Saison als Absteiger in die DDR-Liga, und Kossack tauchte nicht mehr im höherklassigen Fußball auf.

## Hinweis
1. ↑  Bei D.S.F.S Band 1, S. 141 wird bei Motor Dessau statt Rudi Kossack ein Paul Kossak geb. 19. Oktober 1925 mit ebenfalls 25 Einsätzen erwähnt. Das deckt sich teilweise mit Spielberichten in der fuwo. Dort wird der Spieler nur in wenigen Fällen mit „ck“ geschrieben, meistens aber wie bei D.S.F.S mit einem einfachen „k“. Leider wird nie sein Vorname erwähnt. Es ist also nicht ausgeschlossen, dass sich die übrigen Quellen irren.

| Personendaten    | Personendaten            |
| ---------------- | ------------------------ |
| NAME             | Kossack, Rudi            |
| KURZBESCHREIBUNG | deutscher Fußballspieler |
| GEBURTSDATUM     | 1. Dezember 1925         |